# Christian Malcolm
Christian Malcolm (Cardiff, Reino Unido, 3 de junio de 1979) es un atleta británico, especialista en la prueba de relevos 4 x 100 m, con la que ha logrado ser medallista de bronce mundial en 2007.

## Carrera deportiva
En el Mundial de Helsinki 2005 gana el bronce en relevos 4 x 100 m, tras Francia y Trinidad y Tobago (plata).
Dos años después, en el Mundial de Osaka 2007 vuelve a ganar la medalla de bronce en relevos 4 x 100 metros, con un tiempo de 37.90 segundos, quedando tras los estadounidenses y jamaicanos, y siendo sus compañeros de equipo: Craig Pickering, Marlon Devonish y Mark Lewis-Francis.
Y tres años después, en el Campeonato Europeo de Atletismo de 2010 ganó la medalla de plata en los 200 metros, con un tiempo de 20.38 segundos, llegando a meta tras el francés Christophe Lemaitre y por delante de otro francés Martial Mbandjock (bronce con 20.42 s).